# Tailândia nos Jogos Olímpicos de Verão de 1988
A Tailândia participou dos Jogos Olímpicos de Verão de 1988 em Seul, na Coreia do Sul. Conquistou uma medalha de bronze, com Phajol Moolsan. Foi a nona participação do país em Jogos Olímpicos de Verão.